# Первый Торуньский мир

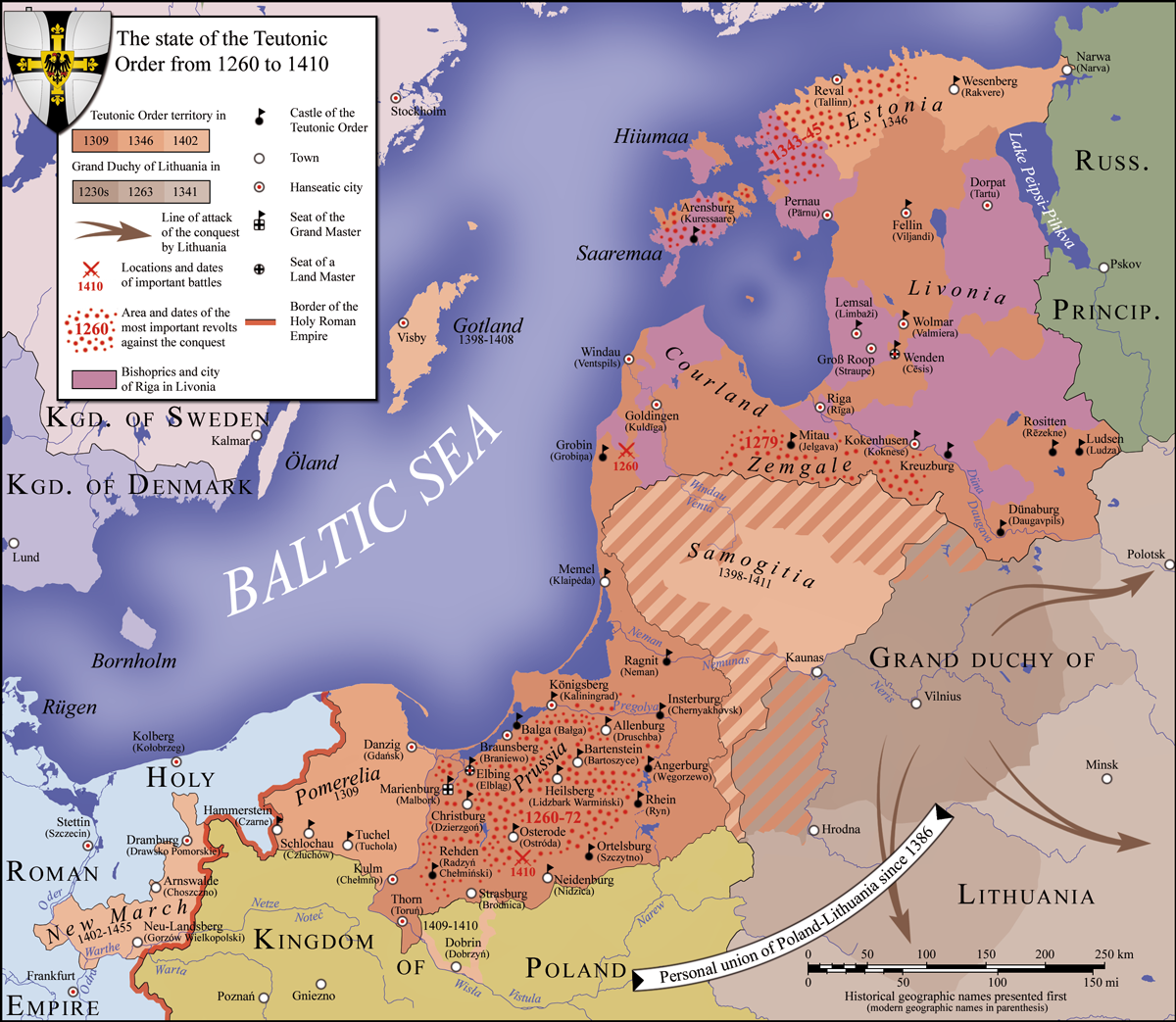
Тевтонский орден в 1410 году

Пе́рвый Тору́ньский мир — мирный договор между Тевтонским орденом, с одной стороны, Королевством Польским и Великим княжеством Литовским — с другой, подписанный 1 февраля 1411 года в городе Торунь (с нем. — «Торн»). Завершил Великую войну 1409—1411 годов, приведшую к разгрому войск Ордена союзными войсками в Грюнвальдской битве 1410 года.

## Описание
Документ на латинском языке на листе пергамента размером 570×496+45 мм. Печать великого князя литовского Витовта — оттиск на красном воске диаметром 50 мм на полоске пергамена. Десять полосок пергамена без печатей.

## Положения договора
- Королевство Польское возвращало магистру и Ордену все захваченные по праву войны замки на землях Пруссии. Оттуда также выводились польские войска.
- Польский король освобождал всех людей магистра и Ордена, захваченных в сражениях.
- Магистр и Орден должны были выплатить польскому королю и его королевству в три срока 100 тысяч коп больших пражских грошей.
- За Великим княжеством Литовским оставалась Жемайтия, но после смерти польского короля Владислава II Ягелло и великого князя литовского Александра [Витовта] она должна была быть возвращена магистру прусскому и Ордену крестоносцев[2].

## Значение
Условия мира были относительно мягкими для Ордена, учитывая его потери в войне и потенциал союзников. Тем не менее в результате Великой войны была остановлена экспансия Тевтонского ордена, который потерял роль крупной военно-политической силы в Прибалтике.